# Orgeval (Aisne)
Orgeval é uma comuna francesa na região administrativa de Altos da França, no departamento de Aisne. Estende-se por uma área de 2,41 km². Em 2010 a comuna tinha 64 habitantes (densidade: 26,6 hab./km²).